# Gourfaleur
Gourfaleur est une ancienne commune française, située dans le département de la Manche en région Normandie, peuplée de 460 habitants. Elle devient commune déléguée le 1er janvier 2016 à la suite de la création de la commune nouvelle de Bourgvallées.

## Géographie
La commune est en pays saint-lois. Son bourg est à 5 km à l'est de Canisy, à 5,5 km au sud de Saint-Lô et à 8 km au nord-ouest de Condé-sur-Vire.
Elle est bordée à l'ouest par le ruisseau l'Hain et au nord par la Vire.
Le point culminant (100 m) se situe au sud, près des lieux-dits la Monterie et Hamel Huault. Le point le plus bas (12 m) correspond à la sortie de la Vire du territoire, au nord-ouest. La commune est bocagère.
La commune se compose de plusieurs écarts : Gourfaleur, le Hamel, la Dohinière, l'Hôtel Jean, les Moulins, les Anneries, la Butterie, la Corderie, la Groudière, la Rançonnière, la Jouannerie, la Crespelière, la Crosnerie, les Mares, Hamel Huault, les Champs, la Monterie, la Patoyère, la Lande, la Hardière, l'Arguillier, la Rolière, la Dainerie, le Béron, la Pitardière.
| Saint-Ébremond-de-Bonfossé                           | Saint-Lô        | Baudre                  |
| Saint-Ébremond-de-Bonfossé, Saint-Samson-de-Bonfossé | Gourfaleur      | La Mancellière-sur-Vire |
| Saint-Samson-de-Bonfossé                             | Saint-Romphaire | La Mancellière-sur-Vire |

## Toponymie
Le nom de la localité est attesté sous les formes Corphalour en 1056, Gourfalou en 1190 et Corfalor en 1203.
L'origine est incertaine. Ernest Nègre relève les hypothèses de l'ancien français failli cœur, « à qui manque le courage », et de l'ancien français court, « ferme », adjoint de l'anthroponyme Falourd. René Lepelley considère quant à lui que -faleur aurait dans ce dernier cas peut-être pour origine le nom d'un peuple germanique, sans plus de précision. François de Beaurepaire considère aussi que l'origine pourrait être un curte taifalorum, du nom du peuple des Taïfales, sans en être assuré ; il pense aussi que le nom pourrait provenir du peuple des Falchovarii, qui a aussi donné son nom à la Westphalie.
Le gentilé est Gourfaleurais.

### Microtoponymie
Les lieux-dits en Y-ère/-erie sont des habitats relativement récents, résultant du développement démographique de la Normandie. Ils désignaient la ferme de la famille Y, fondée sur les nouvelles terres obtenues par les grands défrichements des XIe – XIIIe siècle. Les essarts prennent le nom des défricheurs, suivi de la désinence -erie ou -ière.
Les autres lieux-dits en (Hôtel / Hameau / Le / Clos / Pont / Maison)-Y sont des constructions plus tardives, ils désignaient un bien de la famille Y.

## Histoire
Guillaume Ier de Gourfaleur, chevalier, vivant en 1210, qui tenait le fief de Gourfaleur en est le premier seigneur connu. Renouf de Gourfaleur, son fils ? était, en 1259, bailli de Caen.
Au XVIe siècle, Jean de Gourfaleur, seigneur de Bonfossé, nommé en 1584 gouverneur de Saint-Lô par le maréchal de Matignon, prit en 1592, le parti de la Ligue.
Charles-Gabriel Daniel de Frotté (1732-1791), fils de Marie-Élisabeth de Béron, seigneur et patron de Couterne, Gourfaleur et autres lieux, sera le dernier seigneur de Gourfaleur.
Sous l'Ancien Régime, la paroisse dépendait de la généralité de Caen, de l'élection de Coutances (1612/1636, 1677) puis de Saint-Lô (1713), et de la sergenterie de Saint-Gilles.
Entre 1892 et 1938, la commune a été desservie par la ligne Saint-Lô - Guilberville.

## Politique et administration
| Période                                                                                  | Période   | Identité                    | Étiquette | Qualité     |
| ---------------------------------------------------------------------------------------- | --------- | --------------------------- | --------- | ----------- |
| 1800                                                                                     | 1800      | Jacques Gilles Vaudevire    |           |             |
| 1800                                                                                     | 1804      | Jacques François Rihouey    |           |             |
| 1804                                                                                     | 1812      | François Augustin Ozenne    |           |             |
| 1812                                                                                     | 1816      | Jean Baptiste Ozenne        |           |             |
| 1816                                                                                     | 1826      | Guillaume Augustin Lerebour |           |             |
| 1826                                                                                     | 1841      | Dufour                      |           |             |
| 1841                                                                                     | 1853      | Jacques Pasquier            |           |             |
| 1853                                                                                     | 1865      | Michel François Richard     |           |             |
| 1865                                                                                     | 1881      | Joseph Grente               |           |             |
| 1881                                                                                     | 1884      | Auguste Ozenne              |           |             |
| 1884                                                                                     | 1888      | François Tréfeu             |           |             |
| 1888                                                                                     | 1888      | Luc Letétrel                |           |             |
| 1888                                                                                     | 1900      | Augustin Marin              |           |             |
| 1900                                                                                     | 1914      | Dufour                      |           |             |
| 1914                                                                                     | 1930      | Thomas                      |           |             |
| 1930                                                                                     | 1934      | André                       |           |             |
| 1934                                                                                     | 1947      | André (fils)                |           |             |
| 1947                                                                                     | 1948      | de Tillière                 |           |             |
| 1948                                                                                     | 1953      | Richard                     |           |             |
| 1953                                                                                     | 1958      | Lemaître                    |           |             |
| 1958                                                                                     | 1959      | Deslandes                   |           |             |
| 1959                                                                                     | 1971      | de Saint-Nicolas            |           |             |
| 1971                                                                                     | 1989      | Eugène Richard              |           |             |
| 1989                                                                                     | déc. 2015 | Claude Maisonneuve          | SE        | Agriculteur |
| Une partie des données est issue de l'ouvrage 601 communes et lieux de vie de la Manche. |           |                             |           |             |

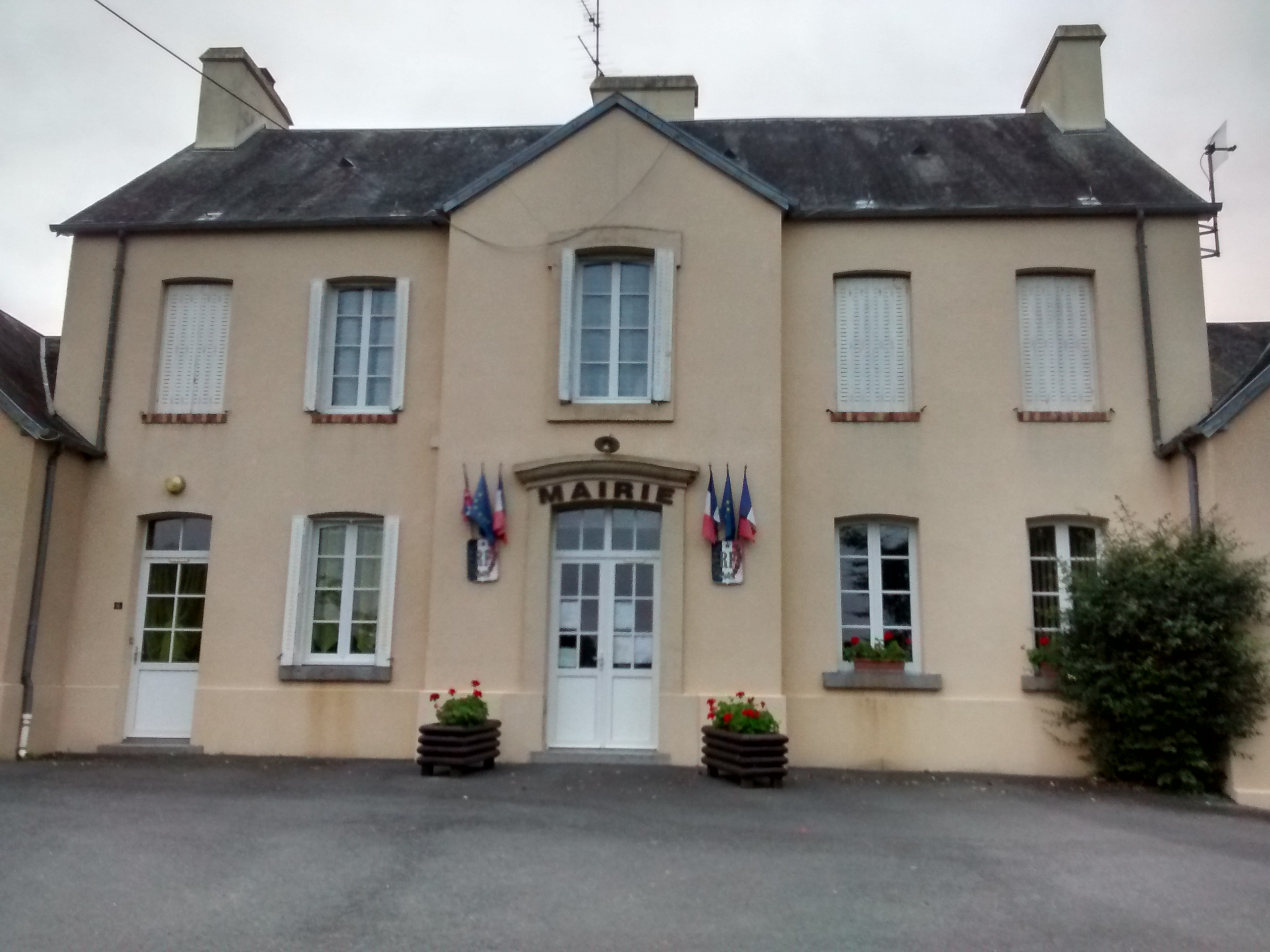
Mairie

Le conseil municipal était composé de onze membres dont le maire et deux adjoints.
| Période                                  | Période  | Identité           | Étiquette | Qualité     |
| ---------------------------------------- | -------- | ------------------ | --------- | ----------- |
| jan. 2016                                | mai 2020 | Claude Maisonneuve | SE        | Agriculteur |
| mai 2020                                 | En cours | Roger Enguerrand   | SE        | Agriculteur |
| Les données manquantes sont à compléter. |          |                    |           |             |

## Démographie
En 2021, la commune comptait 460 habitants. Depuis 2004, les enquêtes de recensement dans les communes de moins de 10 000 habitants ont lieu tous les cinq ans (en 2007, 2012, 2017, etc. pour Gourfaleur) et les chiffres de population municipale légale des autres années sont des estimations.
| 1793 | 1800 | 1806 | 1821 | 1831 | 1836 | 1841 | 1846 | 1851 |
| ---- | ---- | ---- | ---- | ---- | ---- | ---- | ---- | ---- |
| 549  | 642  | 655  | 616  | 655  | 638  | 602  | 604  | 568  |

| 1856 | 1861 | 1866 | 1872 | 1876 | 1881 | 1886 | 1891 | 1896 |
| ---- | ---- | ---- | ---- | ---- | ---- | ---- | ---- | ---- |
| 570  | 554  | 522  | 500  | 509  | 475  | 478  | 500  | 480  |

| 1901 | 1906 | 1911 | 1921 | 1926 | 1931 | 1936 | 1946 | 1954 |
| ---- | ---- | ---- | ---- | ---- | ---- | ---- | ---- | ---- |
| 454  | 443  | 416  | 349  | 395  | 418  | 399  | 475  | 355  |

| 1962 | 1968 | 1975 | 1982 | 1990 | 1999 | 2007 | 2011 | 2016 |
| ---- | ---- | ---- | ---- | ---- | ---- | ---- | ---- | ---- |
| 389  | 387  | 405  | 526  | 474  | 432  | 430  | 461  | 452  |

| 2019 | - | - | - | - | - | - | - | - |
| ---- | - | - | - | - | - | - | - | - |
| 459  | - | - | - | - | - | - | - | - |

## Lieux et monuments

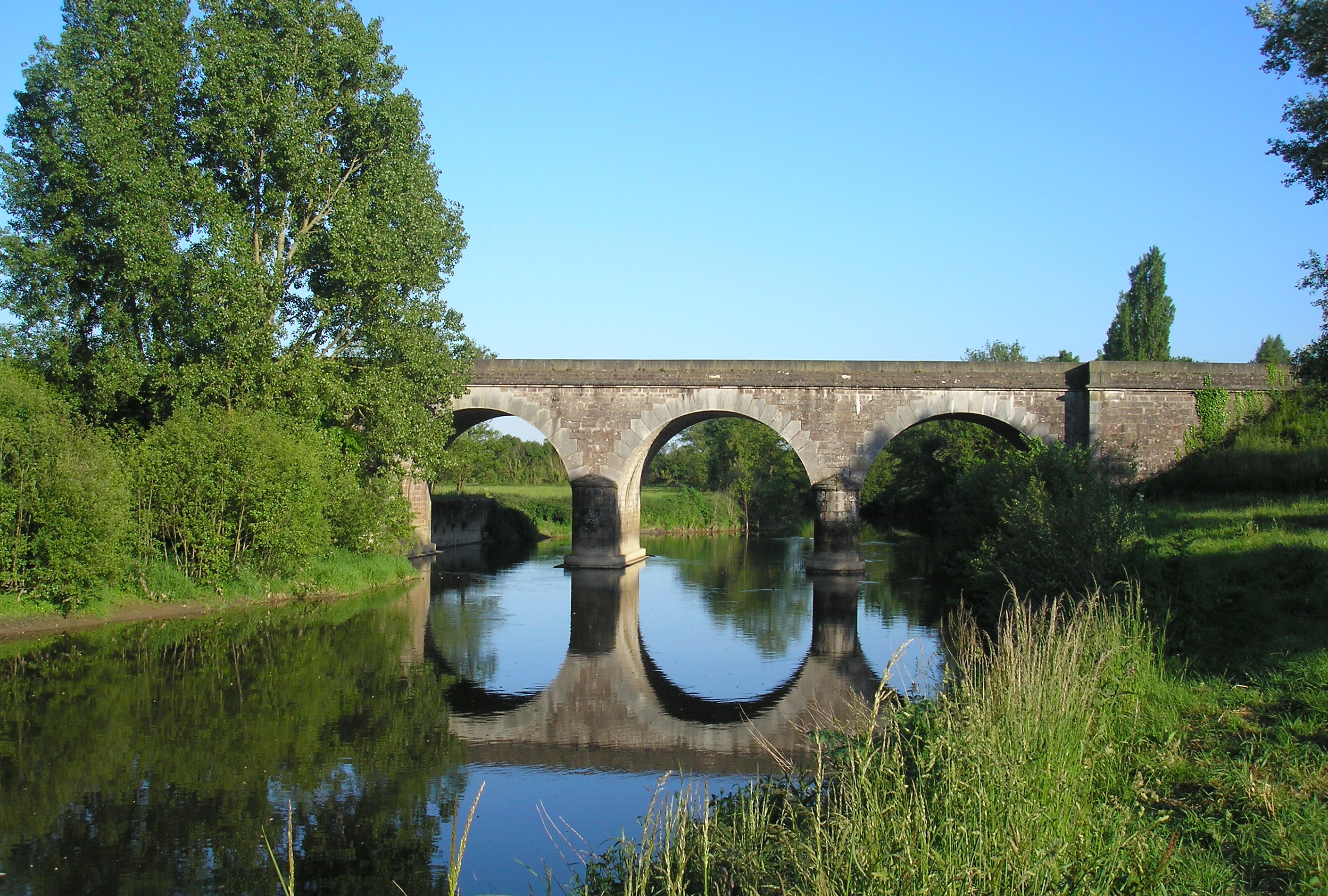
Le pont de Gourfaleur sur la Vire.

- Église Notre-Dame du XIIe siècle (parties en arête-de-poisson), très remaniée au XIXe.

L'existence de l'église Notre-Dame est attestée dès 1056 dans une charte de Guillaume, duc de Normandie. Son architecture remonte au XIIe siècle. Le portail occidental en pierre de Caen est surmonté d'une archivolte en plein cintre simplement moulurée soutenue par deux colonnettes à chapiteaux. La nef a conservé au sud son appareil en opus spicatum. Le plan d'origine a été maintenu, malgré la reconstruction du chœur au XVe siècle et l'adjonction en 1656 d'un clocher abritant la chapelle Saint-Joseph, au nord. Cette tour ne fut achevée qu'à la fin du XVIIe siècle. Le chœur est prolongé par une sacristie à pans coupés formant un faux chevet. La charpente lambrissée de la nef date de la fin du XVe ou du début du XVIe siècle. Certains poinçons sont dédoublés et sculptés en forme de colonnettes. Les verrières du chœur (XIXe – XXe siècle), de Charles Champigneulle, sont consacrées aux archanges. Saint Raphaël arrache des flammes le jeune Tobie, représenté au-dessous avec son poisson. Saint Michel terrassant le dragon apparaît à saint Aubert, évêque d'Avranches, à qui l'archange demanda à plusieurs reprises de bâtir un sanctuaire au mont Tombe : le futur mont Saint-Michel. Enfin, l'archange saint Gabriel tient un lys dans le mystère de l'Annonciation. La présence des armoiries du pape Léon XIII et de celles de Abel-Anastase Germain, évêque de Coutances, permet de placer leur création entre 1878 et 1891[réf. nécessaire]. L'église abrite également un bas-relief (XVe), un cadran solaire (XVIIIe), une chaire à prêcher (XVIIIe), une charpente de toit (XVe), une statue de saint Lubin (XVIIIe), une Vierge à l'Enfant (XVIIIe).
- Croix de cimetière (XVIIe siècle).
- Château du Béron (XVIIe – XIXe siècle).
- Manoir de la Cour (XVIe siècle).
- Manoir de Saint-Lubin.
- Manoir de Cahanel (XVIe – XIXe siècle).
- La Patoyère dite la maison du laboureur (XVIIe siècle).
- Site de l'ancienne gare et du pont de Gourfaleur (en fait partagé avec les territoires de Baudre et Saint-Lô).
- If à l'entrée du cimetière.
- Vallée de la Vire à son confluent avec l'Hain, et pont d'origine médiévale.

## Personnalités liées à la commune
- Fernand Le Rachinel (né en 1942 à Gourfaleur), imprimeur, homme politique membre du Front national puis du parti de la France.